# Steinstock (Stedtfeld)

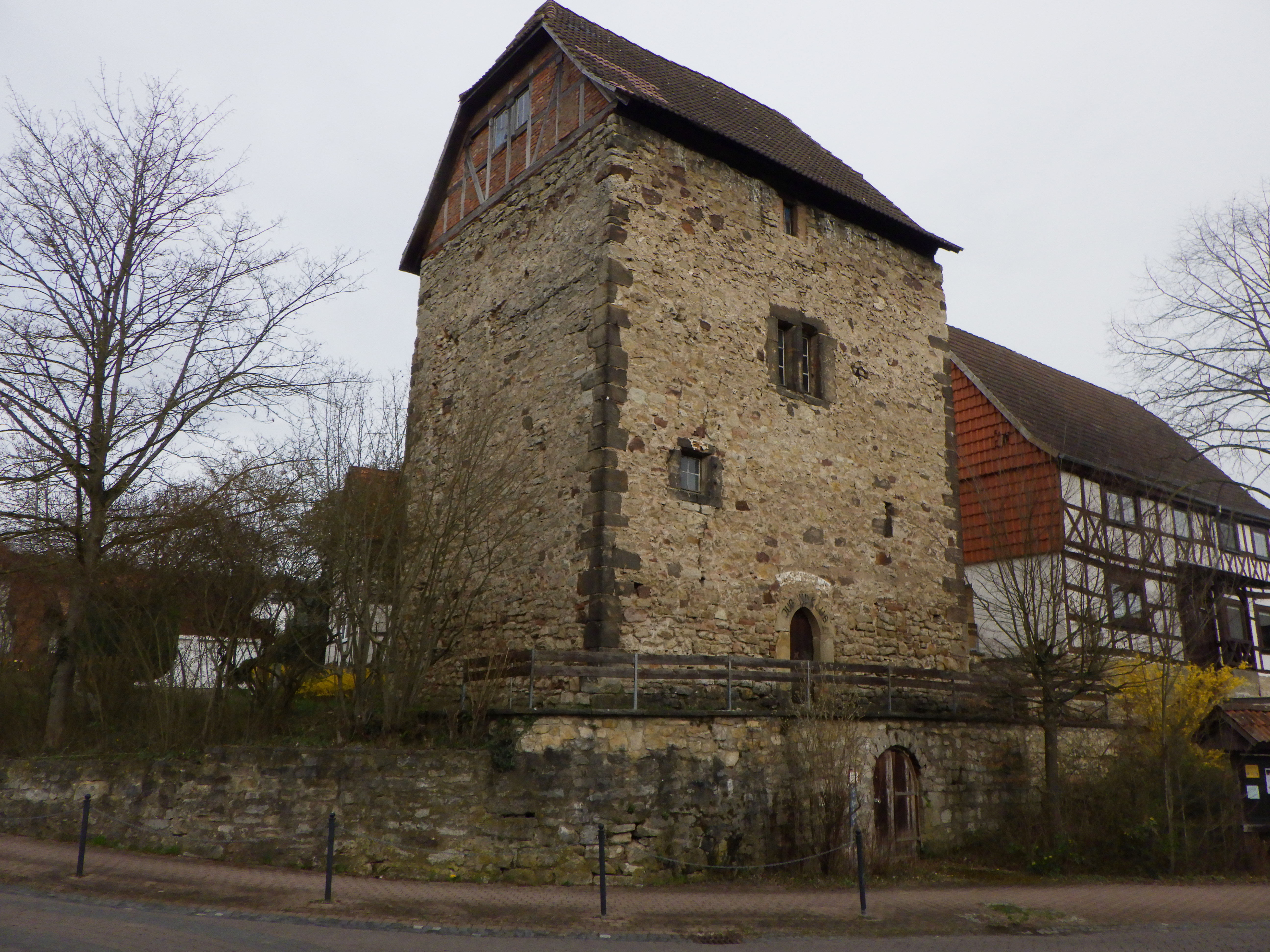
Der Steinstock (2024)

Der Steinstock ist ein mittelalterlicher Wohn- und Wehrturm in der Ortsmitte von Stedtfeld, einem Stadtteil von Eisenach in Thüringen.

## Geschichte

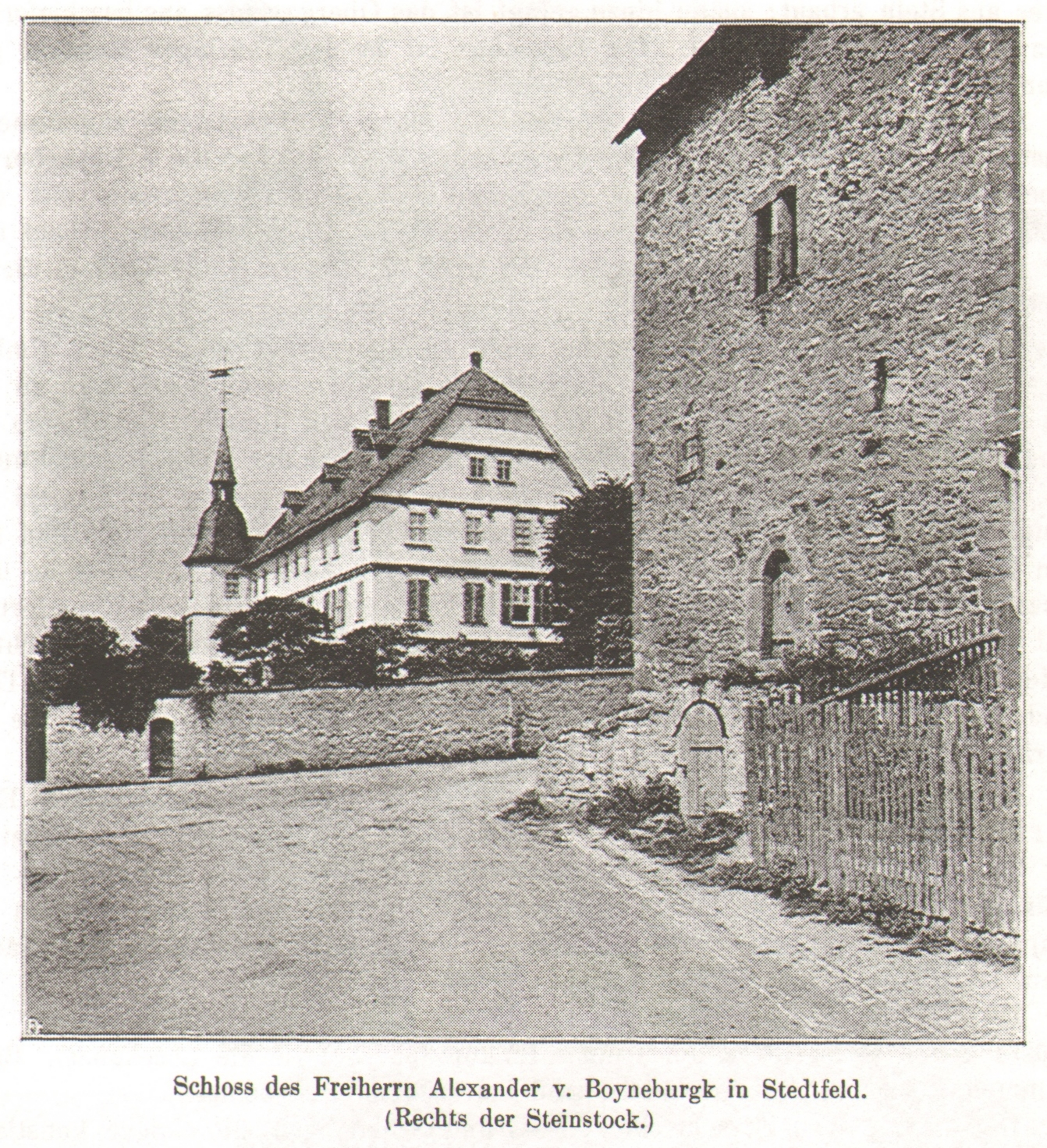
Der Steinstock und das Untere Schloss um 1915

Der Steinstock ist, neben der benachbarten Margarethenkirche, der letzte bauliche Überrest der Burg Stedtfeld, einer mittelalterlichen Burganlage, die im Besitz der Familie von Boyneburgk war. Seine baulichen Ursprünge gehen auf das 13./14. Jahrhundert zurück.
Nach dem Ende der Burg diente der Turm unter anderem als Gefängnis und Wohnraum. Das Halseisen des ehemaligen Prangers war bis 1945 an der Westseite noch vorhanden. Im Turm hing eine Sturmglocke, die bei Gefahr geläutet wurde. Heute steht der Turm leer. 